# ساویر (داکوتای شمالی)
ساویر(به انگلیسی: Sawyer) شهری در ایالت داکوتای شمالی کشور ایالات متحده آمریکا است که جمعیت آن در سرشماری سال ۲۰۱۰ میلادی، ۳۵۷ نفر بوده‌است.